# يوستن سكوير (محطة مترو أنفاق لندن)
يوستون سكوير (بالإنجليزية: Euston Square)‏ هي إحدى محطات مترو أنفاق لندن. تقع على خط ميتروبوليتان وسيركيل وهامرسميث وسيتي أفتتحت في المنطقة (Zone) رقم 1 أفتتحت في 10 يناير 1863.